# Gidro (DJ дуо)
Gidro («Ґідро») — український DJ дует, котрий складається з двох саунд продюсерів Кінаха Віталія та Жидуна Василя.

## Кар'єра
З 2015 по 2021 резиденти радіо NRJ Ukraine (екс. Europa Plus Ukraine).
Gidro, одні з небагатьох українських DJ та продюсерів, чиї робоботи звучали на провідних фестивалях світу, таких, як Tomorrowland, Ultra Music Festival і т.д.
Свою продюсерську діяльність хлопці почали на початку 2015 року. Проект встиг залучитись підтримкою від топових DJ світу, а також взяти участь у одних із найбільших електронних фестивалях країни, серед яких: Atlas Weekend (Київ), MRPL City Festival (Маріуполь), Westland (Львів) і тд.

## Сингли
| Автор        | Назва                  | Співавторство | Рік  | Лейбл               |
| ------------ | ---------------------- | ------------- | ---- | ------------------- |
| Stas Shurins | You Can Be (ft. Gidro) | Stas Shurins  | 2018 | 1278673 Records DK  |
| MamaRika     | ХХДД (Gidro Remix)     | MamaRika      | 2018 | Best Music          |
| Gidro        | Red Dice               | -             | 2019 | Big Fish            |
| Gidro        | Sippin                 | -             | 2020 | Big Fish            |
| Gidro        | Flafours               | Nssnd         | 2021 | Tempus Records      |
| Gidro        | Love In My Heart       | Sagan         | 2022 | Revealed Recordings |